# Jean Van Looy
Pour les articles homonymes, voir Van Looy.
Jean Van Looy, né à Bruxelles le 18 juin 1882 et mort à Schaerbeek en 1971, est un peintre, dessinateur, aquarelliste et décorateur belge.
Ses œuvres sont notamment conservées aux Musées royaux des Beaux-Arts de Belgique, au Musée de la ville de Bruxelles, par la Commune de Schaerbeek et au Centre national d'art et de culture Georges-Pompidou.

## Biographie

### Famille
Jean (Jean Pierre Victor) Van Looy, né rue des Fabriques no 46 à Bruxelles le 18 juin 1882, est le fils de Joseph Victor Van Looy (1851), employé et de Petronille Adèle Nootens (1850), boutiquière, tous deux nés à Bruxelles, où ils se sont mariés le 5 juin 1877. Jean Van Looy épouse le 18 juin 1904 à Ternat Pétronille Josèphe Agneessens, née à Ternat le 24 décembre 1882 et morte à Etterbeek le 25 octobre 1960. Le couple a deux enfants : Gommaire Van Looy, docteur en médecine et Dina Van Looy, artiste peintre.

### Formation
De 1900 à 1902, Jean Van Looy est étudiant à l'Académie royale des beaux-arts de Bruxelles, où il bénéficie des cours de Constant Montald et de Herman Richir.

### Carrière
Membre du cercle artistique bruxellois Le Lierre, Jean Van Looy participe, de 1907 à 1941, à de nombreuses expositions du groupe, de même qu'aux salons du cercle artistique et littéraire de Bruxelles. Lors du Salon de Bruxelles de 1914, il expose La Lingère et Nature morte. Au Salon des artistes français de 1930, son tableau Gibier d'eau remporte la médaille d'argent, de même que le prix de l'Yser. 
En mars 1964, le baron Steen organise à l'avenue Louise une exposition rétrospective des œuvres de Jean Van Looy, l'un des derniers représentants de l'École de Tervueren. Jean Van Looy meurt, à l'âge de 89 ans, en 1971 à Schaerbeek.

## Œuvre

### Caractéristiques
Ses premières œuvres sont influencées par les peintres paysagistes de l'École de Tervueren. Depuis l'âge de quatorze ans, épris de peinture en plein air, il représente les sites pittoresques de ce mouvement, notamment la Forêt de Soignes, le pays de Ternat, la Campine, le littoral, Breskens, et la Bretagne. Dans son atelier à Laeken, l'artiste, homme cultivé, fixe sur sa toile de grands horizons fouettés par le vent marin ou l'intimité de villages du Brabant et d l'Ourthe.
Son œuvre évolue, de 1932 à 1956, vers un art plus intime et sensuel représentant des scènes d'intérieur et des natures mortes. Fasciné par le pelage des bêtes sauvages et par la magie des plumes des oiseaux de l'automne. En 1964, la rétrospective de ses toiles donne à voir : Jeune requin, Pies, Dunes en avril ou encore Ferme dans les pins et L'Ourthe au Mont Pelé à Barvaux, permettant d'apprécier les subtiles modulations de sa palette, le charme de la mise en page, tout ce qui donne à l'esquisse, à l'aquarelle ou à la toile, cette fraîcheur apaisante de l'œil et du cœur.

### Expositions au cercle Le Lierre
- 1907 : Solitude[9] ;
- 1908 : La Ferme[10] ;
- 1909 : Vieux coin ensoleillé, Juin et Après-midi d'automne[11] ;
- 1910 : Après-midi d'août et À la pêche[12] ;
- 1914 : Ciel d'équinoxe, Matin d'été, Dimanche de novembre et Soir d'hiver[5] ;
- 1923 : Impressions de printemps[13] ;
- 1930 : Intérieur et Les Vanneaux ;
- 1937 : Intérieur[14].

### Collections muséales
- Musées royaux des Beaux-Arts de Belgique (Bruxelles) : Les Berges de l'Escaut à Baasrode (vers 1926), huile sur toile, inventaire no 8637, format 113 × 164 cm, don de Mme Dina van Looy, fille de l'artiste, Longueville, 1976[15].
- Musée de la ville de Bruxelles : Vue de ferme au printemps (1918-1922), La Chapelle Sainte-Anne, Matin d'hiver d'une cour en banlieue (1912), Cour intérieure de l'ancien hospice de Laeken (1916), Tank sur le champ de bataille près de Geluveld (1918), L'Hiver (1918-1922), Le Pont brûlé de Grimbergen (1918-1922) et Le Pavillon de la vie catholique à l'Exposition universelle de 1935[3].
- Commune de Schaerbeek : Nature morte, Nature morte aux potirons (1930-1932), Le Brochet et Nature morte[3].
- Centre national d'art et de culture Georges-Pompidou : Gibier d'eau, acquis par l'état français en 1930[16].